# خوسيه لويس موراليس
خوسيه لويس موراليس (بالإسبانية: José Luis Morales)‏ هو مجدف مكسيكي، ولد في 2 أكتوبر 1950.

## وصلات خارجية
- خوسيه لويس موراليس على موقع الاتحاد الدولي للتجديف (الإنجليزية)
- خوسيه لويس موراليس على موقع اللجنة الأولمبية الدولية (الإنجليزية)
- خوسيه لويس موراليس على موقع أوليمبيديا (الإنجليزية)